# Sudirman Cup 2015
Der Sudirman Cup 2015, die Weltmeisterschaft für gemischte Mannschaften im Badminton, fand vom 10. Mai 2015 bis zum 17. Mai 2015 in Dongguan statt. China war zum sechsten Mal in Folge und insgesamt zehnmalig Ausrichter des Cups. Es war die 14. Austragung des Sudirman Cups.

## Vergabe der Veranstaltung
Die Vergabe der Veranstaltung erfolgte am 28. November 2013 in Athen. Dongguan hatte sich als einzige Stadt um die Ausrichtung des Sudirman Cups 2015 beworben. Bei derselben Veranstaltung wurden auch die Badminton-Weltmeisterschaft 2015 (nach Jakarta) und die Badminton-Seniorenweltmeisterschaft 2015 (nach Helsingborg) vergeben.

## Gruppeneinteilung

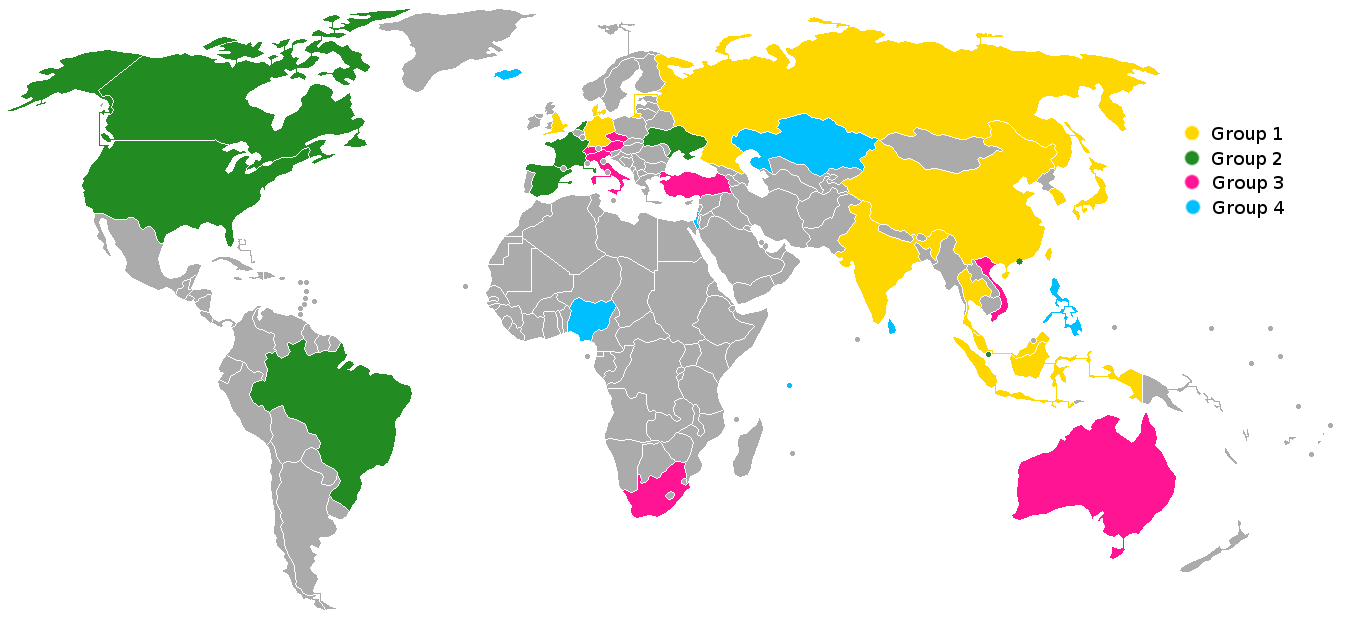
Weltkarte der Teilnehmer und deren Platzierungen

| Gruppe 1 | 1. Volksrepublik China | 2. Südkorea          | 3. Dänemark    | 4. Japan              |
|          | 5. Indonesien          | 6. Chinesisch Taipeh | 7. Thailand    | 8. Indien             |
|          | 9. Deutschland         | 10. Malaysia         | 11. England    | 12. Russland          |
| Gruppe 2 | 1. Singapur            | 2. Hongkong          | 3. Niederlande | 4. Vereinigte Staaten |
|          | 5. Frankreich          | 6. Kanada            | 7. Brasilien   | 8. Spanien            |
| Gruppe 3 | 1. Tschechien          | 2. Vietnam           | 3. Türkei      | 4. Australien         |
|          | 5. Italien             | 6. Südafrika         | 7. Österreich  | 8. Schweiz            |
| Gruppe 4 | 1. Nigeria             | 2. Israel            | 3. Philippinen | 4. Sri Lanka          |
|          | 5. Seychellen          | 6. Island            | 7. Kasachstan  |                       |

## Ergebnisse

### Gruppe 1

#### Gruppe 1A
| Platz | Mannschaft          | Punkte | gespielt | GEW | VER | Spiele | Spiele | Sätze | Sätze | Spielpunkte | Spielpunkte |
| Platz | Mannschaft          | Punkte | gespielt | GEW | VER | GEW    | VER    | GEW   | VER   | GEW         | VER         |
| ----- | ------------------- | ------ | -------- | --- | --- | ------ | ------ | ----- | ----- | ----------- | ----------- |
| 1     | Volksrepublik China | 2      | 2        | 2   | 0   | 10     | 0      | 20    | 2     | 449         | 307         |
| 2     | Deutschland         | 1      | 2        | 1   | 1   | 3      | 7      | 6     | 17    | 341         | 443         |
| 3     | Thailand            | 0      | 2        | 0   | 2   | 2      | 8      | 9     | 16    | 418         | 458         |

| 10. Mai 2015 | Volksrepublik China | 5 – 0 | Deutschland |  |

| Ma Jin / Xu Chen        | Ma Jin / Xu Chen        | 2–0 | Michael Fuchs / Birgit Michels     | 21–16, 22–20         |
| Lin Dan                 | Lin Dan                 | 2–0 | Marc Zwiebler                      | 21–11, 21–11         |
| Chai Biao / Hong Wei    | Chai Biao / Hong Wei    | 2–0 | Michael Fuchs / Johannes Schöttler | 13-10, zurückgezogen |
| Li Xuerui               | Li Xuerui               | 2–0 | Karin Schnaase                     | 21-17, 21-8          |
| Tang Yuanting / Yu Yang | Tang Yuanting / Yu Yang | 2–0 | Isabel Herttrich / Birgit Michels  | 21-14, 21-14         |

| 11. Mai 2015 | Thailand | 2 – 3 | Deutschland |  |

| Bodin Isara / Nipitphon Puangpuapech           | Bodin Isara / Nipitphon Puangpuapech           | 2–0 | Michael Fuchs / Peter Käsbauer    | 21–15, 22–16        |
| Ratchanok Intanon                              | Ratchanok Intanon                              | 2–0 | Karin Schnaase                    | 21–16, 21–4         |
| Tanongsak Saensomboonsuk                       | Tanongsak Saensomboonsuk                       | 1–2 | Marc Zwiebler                     | 18-21, 21-16, 13-21 |
| Puttita Supajirakul / Sapsiree Taerattanachai  | Puttita Supajirakul / Sapsiree Taerattanachai  | 1–2 | Johanna Goliszewski / Carla Nelte | 19-21, 21-16, 13-21 |
| Sudket Prapakamol / Kunchala Voravichitchaikul | Sudket Prapakamol / Kunchala Voravichitchaikul | 1–2 | Michael Fuchs / Birgit Michels    | 12-21, 21-11, 10-21 |

| 12. Mai 2015 | Volksrepublik China | 5 – 0 | Thailand |  |

| Cai Yun / Fu Haifeng    | Cai Yun / Fu Haifeng    | 2–1 | Bodin Isara / Pakkawat Vilailak                     | 14-21, 21–14, 21-19 |
| Wang Yihan              | Wang Yihan              | 2–0 | Busanan Ongbumrungpan                               | 21–16, 21–15        |
| Chen Long               | Chen Long               | 2–0 | Boonsak Ponsana                                     | 21-14, 21-8         |
| Ma Jin / Tang Yuanting  | Ma Jin / Tang Yuanting  | 2–0 | Duanganong Aroonkesorn / Kunchala Voravichitchaikul | 21-19, 21-10        |
| Liu Cheng / Zhao Yunlei | Liu Cheng / Zhao Yunlei | 2–1 | Nipitphon Puangpuapech / Puttita Supajirakul        | 14-21, 21-17, 21-12 |

#### Gruppe 1B
| Platz | Mannschaft        | Punkte | gespielt | GEW | VER | Spiele | Spiele | Sätze | Sätze | Spielpunkte | Spielpunkte |
| Platz | Mannschaft        | Punkte | gespielt | GEW | VER | GEW    | VER    | GEW   | VER   | GEW         | VER         |
| ----- | ----------------- | ------ | -------- | --- | --- | ------ | ------ | ----- | ----- | ----------- | ----------- |
| 1     | Japan             | 2      | 2        | 2   | 0   | 8      | 2      | 16    | 7     | 444         | 375         |
| 2     | Chinesisch Taipeh | 1      | 2        | 1   | 1   | 5      | 5      | 12    | 12    | 437         | 431         |
| 3     | Russland          | 0      | 2        | 0   | 2   | 2      | 8      | 7     | 16    | 361         | 436         |

| 10. Mai 2015 | Japan | 4 – 1 | Russland |  |

| Hiroyuki Endō / Kenichi Hayakawa   | Hiroyuki Endō / Kenichi Hayakawa   | 0–2 | Vladimir Ivanov / Ivan Sozonov           | 19-21, 12-21       |
| Akane Yamaguchi                    | Akane Yamaguchi                    | 2–0 | Natalia Perminova                        | 21–15, 21–16       |
| Kento Momota                       | Kento Momota                       | 2–0 | Vladimir Malkov                          | 21-15, 21-9        |
| Misaki Matsutomo / Ayaka Takahashi | Misaki Matsutomo / Ayaka Takahashi | 2–0 | Ekaterina Bolotova / Evgeniya Kosetskaya | 21-9, 21-10        |
| Kenta Kazuno / Ayane Kurihara      | Kenta Kazuno / Ayane Kurihara      | 2–1 | Evgeny Dremin / Evgeniya Dimova          | 21-16, 9-21, 21-13 |

| 11. Mai 2015 | Chinesisch Taipeh | 4 – 1 | Russland |  |

| Chen Hung-ling / Wu Ti-jung   | Chen Hung-ling / Wu Ti-jung   | 0–2 | Vitaliy Durkin / Nina Vislova            | 9-21, 19-21         |
| Chou Tien-chen                | Chou Tien-chen                | 2–0 | Vladimir Malkov                          | 21–11, 21–15        |
| Lee Sheng-mu / Tsai Chia-hsin | Lee Sheng-mu / Tsai Chia-hsin | 2–1 | Vladimir Ivanov / Ivan Sozonov           | 21-12, 12-21, 21-17 |
| Tai Tzu-ying                  | Tai Tzu-ying                  | 2–0 | Natalia Perminova                        | 21-18, 21-5         |
| Hsieh Pei-chen / Wu Ti-jung   | Hsieh Pei-chen / Wu Ti-jung   | 2–1 | Ekaterina Bolotova / Evgeniya Kosetskaya | 20-22, 21-16, 21-16 |

| 12. Mai 2015 | Japan | 4 – 1 | Chinesisch Taipeh |  |

| Hiroyuki Endō / Kenichi Hayakawa   | Hiroyuki Endō / Kenichi Hayakawa   | 2–0 | Lee Sheng-mu / Tsai Chia-hsin | 21-19, 21-17        |
| Nozomi Okuhara                     | Nozomi Okuhara                     | 0–2 | Tai Tzu-ying                  | 24-26, 17-21        |
| Kento Momota                       | Kento Momota                       | 2–1 | Chou Tien-chen                | 21-14, 8-21, 21-12  |
| Misaki Matsutomo / Ayaka Takahashi | Misaki Matsutomo / Ayaka Takahashi | 2–0 | Hsieh Pei-chen / Wu Ti-jung   | 21-9, 21-15         |
| Kenta Kazuno / Ayane Kurihara      | Kenta Kazuno / Ayane Kurihara      | 2–1 | Tseng Min-hao / Lai Chia-wen  | 19-21, 21-18, 21-16 |

#### Gruppe 1C
| Stand | Mannschaft | Punkte | gespielt | GEW | VER | Spiele | Spiele | Sätze | Sätze | Spielpunkte | Spielpunkte |
| Stand | Mannschaft | Punkte | gespielt | GEW | VER | GEW    | VER    | GEW   | VER   | GEW         | VER         |
| ----- | ---------- | ------ | -------- | --- | --- | ------ | ------ | ----- | ----- | ----------- | ----------- |
| 1     | Indonesien | 2      | 2        | 2   | 0   | 6      | 4      | 13    | 9     | 408         | 360         |
| 2     | Dänemark   | 1      | 2        | 1   | 1   | 6      | 4      | 13    | 10    | 428         | 403         |
| 3     | England    | 0      | 2        | 0   | 2   | 3      | 7      | 7     | 14    | 343         | 416         |

| 10. Mai 2015 | Dänemark | 4 – 1 | England |  |

| Mads Pieler Kolding / Sara Thygesen        | Mads Pieler Kolding / Sara Thygesen        | 0–2 | Chris Adcock / Gabrielle Adcock  | 18-21, 18-21        |
| Viktor Axelsen                             | Viktor Axelsen                             | 2–0 | Rajiv Ouseph                     | 21–12, 21–18        |
| Mads Conrad-Petersen / Mads Pieler Kolding | Mads Conrad-Petersen / Mads Pieler Kolding | 2–0 | Chris Adcock / Andrew Ellis      | 21-17, 21-17        |
| Line Kjærsfeldt                            | Line Kjærsfeldt                            | 2–0 | Fontaine Chapman                 | 21-14, 21-13        |
| Lena Grebak / Maria Helsbøl                | Lena Grebak / Maria Helsbøl                | 2–1 | Gabrielle Adcock / Heather Olver | 21-17, 18-21, 21-18 |

| 11. Mai 2015 | Indonesien | 3 – 2 | England |  |

| Mohammad Ahsan / Hendra Setiawan          | Mohammad Ahsan / Hendra Setiawan          | 2–0 | Andrew Ellis / Peter Mills      | 21-17, 21-15         |
| Lindaweni Fanetri                         | Lindaweni Fanetri                         | 2–0 | Fontaine Chapman                | 21-10, 21-13         |
| Jonatan Christie                          | Jonatan Christie                          | 0–2 | Rajiv Ouseph                    | 17-21, 16-21         |
| Nitya Krishinda Maheswari / Greysia Polii | Nitya Krishinda Maheswari / Greysia Polii | 2–0 | Heather Olver / Lauren Smith    | 21-15, zurückgezogen |
| Tontowi Ahmad / Liliyana Natsir           | Tontowi Ahmad / Liliyana Natsir           | 0–2 | Chris Adcock / Gabrielle Adcock | 17-21, 18-21         |

| 13. Mai 2015 | Dänemark | 2 – 3 | Indonesien |  |

| Kim Astrup / Anders Skaarup Rasmussen | Kim Astrup / Anders Skaarup Rasmussen | 1–2 | Mohammad Ahsan / Hendra Setiawan          | 23-21, 16-21, 12-21 |
| Line Kjærsfeldt                       | Line Kjærsfeldt                       | 0–2 | Bellaetrix Manuputty                      | 15-21, 18-21        |
| Jan Ø. Jørgensen                      | Jan Ø. Jørgensen                      | 2–0 | Firman Abdul Kholik                       | 21–8, 21–10         |
| Maiken Fruergaard / Maria Helsbøl     | Maiken Fruergaard / Maria Helsbøl     | 0–2 | Nitya Krishinda Maheswari / Greysia Polii | 16-21, 13-21        |
| Mads Pieler Kolding / Sara Thygesen   | Mads Pieler Kolding / Sara Thygesen   | 2–1 | Praveen Jordan / Debby Susanto            | 9-21, 21-17, 21-11  |

#### Gruppe 1D
| Stand | Mannschaft | Punkte | gespielt | GEW | VER | Spiele | Spiele | Sätze | Sätze | Spielpunkte | Spielpunkte |
| Stand | Mannschaft | Punkte | gespielt | GEW | VER | GEW    | VER    | GEW   | VER   | GEW         | VER         |
| ----- | ---------- | ------ | -------- | --- | --- | ------ | ------ | ----- | ----- | ----------- | ----------- |
| 1     | Malaysia   | 2      | 2        | 2   | 0   | 6      | 4      | 13    | 9     | 414         | 402         |
| 2     | Südkorea   | 1      | 2        | 1   | 1   | 6      | 4      | 14    | 10    | 456         | 413         |
| 3     | Indien     | 0      | 2        | 0   | 2   | 3      | 7      | 8     | 16    | 414         | 469         |

| 10. Mai 2015 | Südkorea | 2 – 3 | Malaysia |  |

| Lee Yong-dae / Yoo Yeon-seong | Lee Yong-dae / Yoo Yeon-seong | 1–2 | Goh V Shem / Tan Wee Kiong        | 22-20, 14-21, 25-27 |
| Sung Ji-hyun                  | Sung Ji-hyun                  | 2–0 | Lim Yin Fun                       | 21–9, 21–7          |
| Lee Dong-keun                 | Lee Dong-keun                 | 0–2 | Lee Chong Wei                     | 12-21, 10-21        |
| Chang Ye-na / Jung Kyung-eun  | Chang Ye-na / Jung Kyung-eun  | 2–0 | Vivian Hoo Kah Mun / Goh Liu Ying | 22-20, 21-9         |
| Ko Sung-hyun / Kim Ha-na      | Ko Sung-hyun / Kim Ha-na      | 0–2 | Chan Peng Soon / Goh Liu Ying     | 21-23, 13-21        |

| 11. Mai 2015 | Indien | 2 – 3 | Malaysia |  |

| Manu Attri / B. Sumeeth Reddy  | Manu Attri / B. Sumeeth Reddy  | 0–2 | Goh V Shem / Tan Wee Kiong        | 15-21, 16-21        |
| Saina Nehwal                   | Saina Nehwal                   | 2–0 | Tee Jing Yi                       | 24-22, 21-13        |
| Srikanth Kidambi               | Srikanth Kidambi               | 0–2 | Lee Chong Wei                     | 16-21, 15-21        |
| Jwala Gutta / Ashwini Ponnappa | Jwala Gutta / Ashwini Ponnappa | 2–1 | Vivian Hoo Kah Mun / Woon Khe Wei | 21-18, 19-21, 21-15 |
| Arun Vishnu / Siki Reddy       | Arun Vishnu / Siki Reddy       | 0–2 | Chan Peng Soon / Goh Liu Ying     | 14-21, 18-21        |

| 13. Mai 2015 | Südkorea | 4 – 1 | Indien |  |

| Kim Gi-jung / Kim Sa-rang    | Kim Gi-jung / Kim Sa-rang    | 2–0 | Pranav Chopra / Akshay Dewalkar | 21-10, 21-19        |
| Bae Yeon-ju                  | Bae Yeon-ju                  | 1–2 | Saina Nehwal                    | 20-22, 21–17, 13-21 |
| Son Wan-ho                   | Son Wan-ho                   | 2–1 | Kashyap Parupalli               | 13-21, 21-14, 21-13 |
| Chang Ye-na / Jung Kyung-eun | Chang Ye-na / Jung Kyung-eun | 2–1 | Jwala Gutta / Ashwini Ponnappa  | 18-21, 21-12, 21-12 |
| Ko Sung-hyun / Kim Ha-na     | Ko Sung-hyun / Kim Ha-na     | 2–0 | Manu Attri / B. Sumeeth Reddy   | 21-12, 22-20        |

#### Endrunde

##### Übersicht
|  | Viertelfinale     | Viertelfinale |  |  | Halbfinale | Halbfinale |   |  | Finale | Finale |
|  |                   |               |  |  |            |            |   |  |        |        |
|  | 14. Mai           |               |  |  |            |            |   |  |        |        |
|  | China             | 3             |  |  | 16. Mai    | 16. Mai    |   |  |        |        |
|  | Deutschland       | 0             |  |  | China      | 3          |   |  |        |        |
|  | 15. Mai           | 15. Mai       |  |  | Indonesien | 1          |   |  |        |        |
|  | Indonesien        | 3             |  |  | 17. Mai    | 17. Mai    |   |  |        |        |
|  | Chinesisch Taipeh | 1             |  |  | China      | 3          |   |  |        |        |
|  | 14. Mai           | 14. Mai       |  |  |            | Japan      | 0 |  |        |        |
|  | Südkorea          | 3             |  |  | 16. Mai    | 16. Mai    |   |  |        |        |
|  | Malaysia          | 1             |  |  | Südkorea   | 2          |   |  |        |        |
|  | 15. Mai           | 15. Mai       |  |  | Japan      | 3          |   |  |        |        |
|  | Dänemark          | 2             |  |  |            |            |   |  |        |        |
|  | Japan             | 3             |  |  |            |            |   |  |        |        |

##### Viertelfinale
| 14. Mai 2015 | Volksrepublik China | 3 – 0 | Deutschland |  |

| Zhang Nan / Zhao Yunlei | Zhang Nan / Zhao Yunlei | 2–0 | Michael Fuchs / Birgit Michels    | 21–9, 21–11    |
| Lin Dan                 | Lin Dan                 | 2–0 | Marc Zwiebler                     | 21–12, 21–15   |
| Fu Haifeng / Zhang Nan  | Fu Haifeng / Zhang Nan  | 2–0 | Michael Fuchs / Peter Käsbauer    | 21-15, 21-17   |
| Li Xuerui               | Li Xuerui               |     | Karin Schnaase                    | nicht gespielt |
| Tang Yuanting / Yu Yang | Tang Yuanting / Yu Yang |     | Isabel Herttrich / Birgit Michels | nicht gespielt |

| 14. Mai 2015 | Südkorea | 3 – 1 | Malaysia |  |

| Lee Yong-dae / Yoo Yeon-seong | Lee Yong-dae / Yoo Yeon-seong | 2–0 | Goh V Shem / Tan Wee Kiong        | 21-18, 21-16        |
| Sung Ji-hyun                  | Sung Ji-hyun                  | 2–0 | Tee Jing Yi                       | 21–17, 21–12        |
| Son Wan-ho                    | Son Wan-ho                    | 0–2 | Lee Chong Wei                     | 17-21, 12-21        |
| Chang Ye-na / Jung Kyung-eun  | Chang Ye-na / Jung Kyung-eun  | 2–1 | Vivian Hoo Kah Mun / Woon Khe Wei | 21-23, 21-16, 21-11 |
| Kim Gi-jung / Shin Seung-chan | Kim Gi-jung / Shin Seung-chan |     | Chan Peng Soon / Goh Liu Ying     | nicht gespielt      |

| 15. Mai 2015 | Indonesien | 3 – 1 | Chinesisch Taipeh |  |

| Mohammad Ahsan / Hendra Setiawan          | Mohammad Ahsan / Hendra Setiawan          | 2–0 | Lee Sheng-mu / Tsai Chia-hsin  | 21-17, 21-18        |
| Bellaetrix Manuputty                      | Bellaetrix Manuputty                      | 0–2 | Tai Tzu-ying                   | 17-21, 17-21        |
| Jonatan Christie                          | Jonatan Christie                          | 2–1 | Hsu Jen-hao                    | 21-12, 13-21, 21-16 |
| Nitya Krishinda Maheswari / Greysia Polii | Nitya Krishinda Maheswari / Greysia Polii | 2–0 | Hsieh Pei-chen / Wu Ti-jung    | 21-14, 21-9         |
| Tontowi Ahmad / Liliyana Natsir           | Tontowi Ahmad / Liliyana Natsir           |     | Wang Chi-lin / Chen Hsiao-huan | nicht gespielt      |

| 15. Mai 2015 | Dänemark | 2 – 3 | Japan |  |

| Mads Pieler Kolding / Sara Thygesen | Mads Pieler Kolding / Sara Thygesen | 2–1 | Kenta Kazuno / Ayane Kurihara      | 21-9, 16-21, 21-13 |
| Viktor Axelsen                      | Viktor Axelsen                      | 1–2 | Kento Momota                       | 15-21, 21-17, 9-21 |
| Line Kjærsfeldt                     | Line Kjærsfeldt                     | 0–2 | Nozomi Okuhara                     | 12-21, 8-21        |
| Kim Astrup / Mads Pieler Kolding    | Kim Astrup / Mads Pieler Kolding    | 2–0 | Hiroyuki Endō / Kenichi Hayakawa   | 21-19, 21-15       |
| Line Kjærsfeldt / Sara Thygesen     | Line Kjærsfeldt / Sara Thygesen     | 1–2 | Misaki Matsutomo / Ayaka Takahashi | 21-19, 7-21, 19-21 |

##### Halbfinale
| 16. Mai 2015 | Volksrepublik China | 3 – 1 | Indonesien |  |

| Cai Yun / Fu Haifeng    | Cai Yun / Fu Haifeng    | 0–2 | Mohammad Ahsan / Hendra Setiawan          | 16-21, 17-21        |
| Li Xuerui               | Li Xuerui               | 2–0 | Bellaetrix Manuputty                      | 3-5, zurückgezogen  |
| Chen Long               | Chen Long               | 2–0 | Jonatan Christie                          | 21-10, 21-15        |
| Tang Yuanting / Yu Yang | Tang Yuanting / Yu Yang | 2–1 | Nitya Krishinda Maheswari / Greysia Polii | 17-21, 21-17, 21-15 |
| Zhang Nan / Zhao Yunlei | Zhang Nan / Zhao Yunlei |     | Tontowi Ahmad / Liliyana Natsir           | nicht gespielt      |

| 16. Mai 2015 | Südkorea | 2 – 3 | Japan |  |

| Lee Yong-dae / Yoo Yeon-seong | Lee Yong-dae / Yoo Yeon-seong | 2–0 | Hirokatsu Hashimoto / Noriyasu Hirata | 21-18, 21-16        |
| Sung Ji-hyun                  | Sung Ji-hyun                  | 1–2 | Nozomi Okuhara                        | 21–11, 17-21, 14-21 |
| Son Wan-ho                    | Son Wan-ho                    | 2–0 | Takuma Ueda                           | 21-9, 22-20         |
| Chang Ye-na / Jung Kyung-eun  | Chang Ye-na / Jung Kyung-eun  | 0–2 | Misaki Matsutomo / Ayaka Takahashi    | 17-21, 8-21         |
| Ko Sung-hyun / Kim Ha-na      | Ko Sung-hyun / Kim Ha-na      | 0–2 | Kenta Kazuno / Ayane Kurihara         | 14-21, 15-21        |

##### Finale
| 17. Mai 2015 | Volksrepublik China | 3 – 0 | Japan |  |

| Fu Haifeng / Zhang Nan  | Fu Haifeng / Zhang Nan  | 2–1 | Hiroyuki Endō / Kenichi Hayakawa   | 21-17, 20-22, 21-17 |
| Li Xuerui               | Li Xuerui               | 2–0 | Akane Yamaguchi                    | 23-21, 21-14        |
| Lin Dan                 | Lin Dan                 | 2–0 | Takuma Ueda                        | 21-15, 21-13        |
| Ma Jin / Tang Yuanting  | Ma Jin / Tang Yuanting  |     | Misaki Matsutomo / Ayaka Takahashi | nicht gespielt      |
| Zhang Nan / Zhao Yunlei | Zhang Nan / Zhao Yunlei |     | Kenta Kazuno / Ayane Kurihara      | nicht gespielt      |

### Gruppe 2

#### Gruppe 2A
| Stand | Mannschaft  | Punkte | gespielt | GEW | VER | Spiele | Spiele | Sätze | Sätze | Spielpunkte | Spielpunkte |
| Stand | Mannschaft  | Punkte | gespielt | GEW | VER | GEW    | VER    | GEW   | VER   | GEW         | VER         |
| ----- | ----------- | ------ | -------- | --- | --- | ------ | ------ | ----- | ----- | ----------- | ----------- |
| 1     | Niederlande | 3      | 3        | 3   | 0   | 10     | 5      | 22    | 13    | 670         | 598         |
| 2     | Singapur    | 2      | 3        | 2   | 1   | 7      | 8      | 16    | 16    | 583         | 580         |
| 3     | Spanien     | 1      | 3        | 1   | 2   | 7      | 8      | 16    | 20    | 636         | 657         |
| 4     | Kanada      | 0      | 3        | 0   | 3   | 6      | 9      | 16    | 21    | 636         | 690         |

| 10. Mai 2015 | Singapur | 3 – 2 | Spanien |  |

| Derek Wong Zi Liang                   | Derek Wong Zi Liang                   |  | Pablo Abián                          | 18-21 11-21 |
| Yeo Jia Min                           | Yeo Jia Min                           |  | Carolina Marín                       | 9-21 17-21  |
| Terry Hee / Hendra Wijaya             | Terry Hee / Hendra Wijaya             |  | Pablo Abián / Luís Enrique Peñalver  | 21-15 21-11 |
| Elaine Chua / Tan Wei Han             | Elaine Chua / Tan Wei Han             |  | Clara Azurmendi / Carolina Marín     | 21-15 23-21 |
| Shinta Mulia Sari / Chayut Triyachart | Shinta Mulia Sari / Chayut Triyachart |  | Beatriz Corrales / Ernesto Velazquez | 21-12 21-18 |

| 10. Mai 2015 | Niederlande | 3 – 2 | Kanada |  |

| Samantha Barning / Jorrit de Ruiter | Samantha Barning / Jorrit de Ruiter |  | Alexandra Bruce / Toby Ng      | 11-21 21-14 17-21 |
| Mark Caljouw                        | Mark Caljouw                        |  | Andrew D’Souza                 | 24-22 15-21 21-8  |
| Jacco Arends / Jelle Maas           | Jacco Arends / Jelle Maas           |  | Adrian Liu / Derrick Ng        | 21-18 21-19       |
| Soraya de Visch Eijbergen           | Soraya de Visch Eijbergen           |  | Michelle Li                    | 14-21 14-21       |
| Eefje Muskens / Selena Piek         | Eefje Muskens / Selena Piek         |  | Alexandra Bruce / Phyllis Chan | 21-9 21-12        |

| 11. Mai 2015 | Singapur | 3 – 2 | Kanada |  |

| Terry Hee / Tan Wei Han                   | Terry Hee / Tan Wei Han                   |  | Alexandra Bruce / Toby Ng      | 21-15 21-16       |
| Loh Kean Yew                              | Loh Kean Yew                              |  | Andrew D’Souza                 | 21-12 21-19       |
| Danny Bawa Chrisnanta / Chayut Triyachart | Danny Bawa Chrisnanta / Chayut Triyachart |  | Adrian Liu / Derrick Ng        | 18-21 21-10 18-21 |
| Liang Xiaoyu                              | Liang Xiaoyu                              |  | Michelle Li                    | 10-21 14-21       |
| Vanessa Neo Yu Yan / Shinta Mulia Sari    | Vanessa Neo Yu Yan / Shinta Mulia Sari    |  | Alexandra Bruce / Phyllis Chan | 21-10 21-14       |

| 12. Mai 2015 | Niederlande | 3 – 2 | Spanien |  |

| Jacco Arends / Selena Piek  | Jacco Arends / Selena Piek  |  | Pablo Abián / Carolina Marín              | 21-11 17-21 21-14 |
| Mark Caljouw                | Mark Caljouw                |  | Ernesto Velazquez                         | 12-21 23-21 19-21 |
| Soraya de Visch Eijbergen   | Soraya de Visch Eijbergen   |  | Beatriz Corrales                          | 11-21 17-21       |
| Jacco Arends / Jelle Maas   | Jacco Arends / Jelle Maas   |  | Luís Enrique Peñalver / Ernesto Velazquez | 21-10 21-13       |
| Eefje Muskens / Selena Piek | Eefje Muskens / Selena Piek |  | Clara Azurmendi / Carolina Marín          | 21-8 21-16        |

| 13. Mai 2015 | Kanada | 2 – 3 | Spanien |  |

| Alexandra Bruce / Toby Ng      | Alexandra Bruce / Toby Ng      |  | Beatriz Corrales / Ernesto Velazquez      | 19-21 21-10 12-21 |
| Andrew D’Souza                 | Andrew D’Souza                 |  | Pablo Abián                               | 21-16 12-21 8-21  |
| Michelle Li                    | Michelle Li                    |  | Carolina Marín                            | 12-21 27-25 24-22 |
| Adrian Liu / Derrick Ng        | Adrian Liu / Derrick Ng        |  | Ernesto Velazquez / Luís Enrique Peñalver | 21-9 21-16        |
| Alexandra Bruce / Phyllis Chan | Alexandra Bruce / Phyllis Chan |  | Beatriz Corrales / Carolina Marín         | 21-17 17-21 13-21 |

| 13. Mai 2015 | Singapur | 1 – 4 | Niederlande |  |

| Terry Hee / Hendra Wijaya                  | Terry Hee / Hendra Wijaya                  |  | Jacco Arends / Jelle Maas           | 11-21 17-21       |
| Chen Jiayuan                               | Chen Jiayuan                               |  | Soraya de Visch Eijbergen           | 21-17 23-25 12-21 |
| Derek Wong Zi Liang                        | Derek Wong Zi Liang                        |  | Mark Caljouw                        | 21-12 25-23       |
| Elaine Chua / Shinta Mulia Sari            | Elaine Chua / Shinta Mulia Sari            |  | Eefje Muskens / Selena Piek         | 15-21 14-21       |
| Danny Bawa Chrisnanta / Vanessa Neo Yu Yan | Danny Bawa Chrisnanta / Vanessa Neo Yu Yan |  | Samantha Barning / Jorrit de Ruiter | 15-21 19-21       |

#### Gruppe 2B
| Stand | Mannschaft         | Punkte | gespielt | GEW | VER | Spiele | Spiele | Sätze | Sätze | Spielpunkte | Spielpunkte |
| Stand | Mannschaft         | Punkte | gespielt | GEW | VER | GEW    | VER    | GEW   | VER   | GEW         | VER         |
| ----- | ------------------ | ------ | -------- | --- | --- | ------ | ------ | ----- | ----- | ----------- | ----------- |
| 1     | Hongkong           | 3      | 3        | 3   | 0   | 15     | 0      | 30    | 4     | 695         | 508         |
| 2     | Frankreich         | 2      | 3        | 2   | 1   | 7      | 8      | 17    | 19    | 645         | 648         |
| 3     | Vereinigte Staaten | 1      | 3        | 1   | 2   | 6      | 9      | 15    | 19    | 616         | 621         |
| 4     | Brasilien          | 0      | 3        | 0   | 3   | 2      | 13     | 7     | 27    | 498         | 677         |

| 10. Mai 2015 | Hongkong | 5 – 0 | Brasilien |  |

| Or Chin Chung / Tang Chun Man | Or Chin Chung / Tang Chun Man |  | Hugo Arthuso / Daniel Paiola   | 21-9 21-7        |
| Cheung Ying Mei               | Cheung Ying Mei               |  | Fabiana Silva                  | 21-17 21-14      |
| Hu Yun                        | Hu Yun                        |  | Alex Tjong                     | 8-21 21-17 21-17 |
| Chan Tsz Ka / Yuen Sin Ying   | Chan Tsz Ka / Yuen Sin Ying   |  | Paula Pereira / Fabiana Silva  | 21-8 21-8        |
| Chan Yun Lung / Tse Ying Suet | Chan Yun Lung / Tse Ying Suet |  | Ygor Coelho / Lohaynny Vicente | 21-12 21-8       |

| 10. Mai 2015 | Vereinigte Staaten | 2 – 3 | Frankreich |  |

| Phillip Chew / Jamie Subandhi      | Phillip Chew / Jamie Subandhi      |  | Ronan Labar / Émilie Lefel     | 15-21 21-18 17-21 |
| Bjorn Seguin                       | Bjorn Seguin                       |  | Brice Leverdez                 | 17-21 16-21       |
| Rong Schafer                       | Rong Schafer                       |  | Delphine Lansac                | 21-15 16-21 21-8  |
| Phillip Chew / Sattawat Pongnairat | Phillip Chew / Sattawat Pongnairat |  | Baptiste Carême / Ronan Labar  | 11-21 15-21       |
| Eva Lee / Paula Obanana            | Eva Lee / Paula Obanana            |  | Delphine Lansac / Émilie Lefel | 21-13 21-19       |

| 12. Mai 2015 | Vereinigte Staaten | 4 – 1 | Brasilien |  |

| Phillip Chew / Jamie Subandhi      | Phillip Chew / Jamie Subandhi      |  | Alex Tjong / Lohaynny Vicente    | 21-15 26-24       |
| Howard Shu                         | Howard Shu                         |  | Ygor Coelho                      | 14-21 21-15 18-21 |
| Phillip Chew / Sattawat Pongnairat | Phillip Chew / Sattawat Pongnairat |  | Hugo Arthuso / Daniel Paiola     | 21-17 21-10       |
| Iris Wang                          | Iris Wang                          |  | Fabiana Silva                    | 21-11 21-5        |
| Eva Lee / Paula Obanana            | Eva Lee / Paula Obanana            |  | Lohaynny Vicente / Luana Vicente | 21-14 21-17       |

| 12. Mai 2015 | Hongkong | 5 – 0 | Frankreich |  |

| Chau Hoi Wah / Lee Chun Hei   | Chau Hoi Wah / Lee Chun Hei   |  | Ronan Labar / Émilie Lefel     | 21-12 15-21 23-21 |
| Wei Nan                       | Wei Nan                       |  | Brice Leverdez                 | 21-17 21-15       |
| Or Chin Chung / Tang Chun Man | Or Chin Chung / Tang Chun Man |  | Baptiste Carême / Ronan Labar  | 21-17 21-16       |
| Cheung Ngan Yi                | Cheung Ngan Yi                |  | Anne Tran                      | 21-14 21-15       |
| Poon Lok Yan / Tse Ying Suet  | Poon Lok Yan / Tse Ying Suet  |  | Audrey Fontaine / Émilie Lefel | 19-21 21-10 21-13 |

| 13. Mai 2015 | Frankreich | 4 – 1 | Brasilien |  |

| Brice Leverdez                         | Brice Leverdez                         |  | Daniel Paiola                    | 12-21 21-8 21-16 |
| Delphine Lansac                        | Delphine Lansac                        |  | Lohaynny Vicente                 | 17-21 16-21      |
| Baptiste Carême / Ronan Labar          | Baptiste Carême / Ronan Labar          |  | Ygor Coelho / Alex Tjong         | 21-9 19-21 21-15 |
| Émilie Lefel / Anne Tran               | Émilie Lefel / Anne Tran               |  | Lohaynny Vicente / Luana Vicente | 21-15 22-20      |
| Audrey Fontaine / Gaëtan Mittelheisser | Audrey Fontaine / Gaëtan Mittelheisser |  | Paula Pereira / Alex Tjong       | 21-16 21-7       |

| 13. Mai 2015 | Hongkong | 5 – 0 | Vereinigte Staaten |  |

| Chan Yun Lung / Tse Ying Suet | Chan Yun Lung / Tse Ying Suet |  | Eva Lee / Howard Shu               | 22-20 21-9        |
| Wong Wing Ki                  | Wong Wing Ki                  |  | Sattawat Pongnairat                | 21-11 21-9        |
| Yip Pui Yin                   | Yip Pui Yin                   |  | Jamie Subandhi                     | 23-21 21-14       |
| Or Chin Chung / Tang Chun Man | Or Chin Chung / Tang Chun Man |  | Phillip Chew / Sattawat Pongnairat | 21-14 21-19       |
| Chan Tsz Ka / Yuen Sin Ying   | Chan Tsz Ka / Yuen Sin Ying   |  | Eva Lee / Paula Obanana            | 23-21 16-21 21-19 |

#### Endrunde

##### Spiel um Platz 19
| 14. Mai 2015 | Kanada | 3 – 1 | Brasilien |  |

| Alexandra Bruce / Toby Ng      | Alexandra Bruce / Toby Ng      |  | Alex Tjong / Lohaynny Vicente    | 19-21 21-12 20-22 |
| Andrew D’Souza                 | Andrew D’Souza                 |  | Daniel Paiola                    | 22-20 21-13       |
| Rachel Honderich               | Rachel Honderich               |  | Fabiana Silva                    | 21-16 21-15       |
| Adrian Liu / Derrick Ng        | Adrian Liu / Derrick Ng        |  | Hugo Arthuso / Daniel Paiola     | 21-9 24-22        |
| Rachel Honderich / Michelle Li | Rachel Honderich / Michelle Li |  | Lohaynny Vicente / Luana Vicente | nicht gespielt    |

##### Spiel um Platz 17
| 14. Mai 2015 | Spanien | 3 – 1 | Vereinigte Staaten |  |

| Beatriz Corrales / Ernesto Velazquez | Beatriz Corrales / Ernesto Velazquez |  | Phillip Chew / Jamie Subandhi      | 21-18 14-21 21-18 |
| Luís Enrique Peñalver                | Luís Enrique Peñalver                |  | Sattawat Pongnairat                | 21-16 14-21 21-18 |
| Clara Azurmendi                      | Clara Azurmendi                      |  | Iris Wang                          | 10-21 10-21       |
| Pablo Abián / Ernesto Velazquez      | Pablo Abián / Ernesto Velazquez      |  | Phillip Chew / Sattawat Pongnairat | 13-21 21-19 21-15 |
| Beatriz Corrales / Carolina Marín    | Beatriz Corrales / Carolina Marín    |  | Eva Lee / Paula Obanana            | nicht gespielt    |

##### Spiel um Platz 15
| 14. Mai 2015 | Singapur | 2 – 3 | Frankreich |  |

| Danny Bawa Chrisnanta / Vanessa Neo Yu Yan | Danny Bawa Chrisnanta / Vanessa Neo Yu Yan |  | Ronan Labar / Émilie Lefel    | 12-21 19-21       |
| Lee Kwan Ting Sean                         | Lee Kwan Ting Sean                         |  | Thomas Rouxel                 | 21-16 22-24 17-21 |
| Terry Hee / Chayut Triyachart              | Terry Hee / Chayut Triyachart              |  | Baptiste Carême / Ronan Labar | 21-19 21-14       |
| Liang Xiaoyu                               | Liang Xiaoyu                               |  | Delphine Lansac               | 21-11 21-14       |
| Elaine Chua / Vanessa Neo Yu Yan           | Elaine Chua / Vanessa Neo Yu Yan           |  | Émilie Lefel / Anne Tran      | 22-20 16-21 12-21 |

##### Spiel um Platz 13
| 15. Mai 2015 | Niederlande | 1 – 3 | Hongkong |  |

| Jacco Arends / Jelle Maas           | Jacco Arends / Jelle Maas           |  | Or Chin Chung / Tang Chun Man | 21-17 21-17       |
| Soraya de Visch Eijbergen           | Soraya de Visch Eijbergen           |  | Cheung Ngan Yi                | 14-21 18-21       |
| Mark Caljouw                        | Mark Caljouw                        |  | Ng Ka Long                    | 21-18 6-21 16-21  |
| Eefje Muskens / Selena Piek         | Eefje Muskens / Selena Piek         |  | Poon Lok Yan / Tse Ying Suet  | 21-18 20-22 17-21 |
| Samantha Barning / Jorrit de Ruiter | Samantha Barning / Jorrit de Ruiter |  | Chau Hoi Wah / Lee Chun Hei   | nicht gespielt    |

### Gruppe 3

#### Gruppe 3A
| Stand | Mannschaft | Punkte | gespielt | GEW | VER | Spiele | Spiele | Sätze | Sätze | Spielpunkte | Spielpunkte |
| Stand | Mannschaft | Punkte | gespielt | GEW | VER | GEW    | VER    | GEW   | VER   | GEW         | VER         |
| ----- | ---------- | ------ | -------- | --- | --- | ------ | ------ | ----- | ----- | ----------- | ----------- |
| 1     | Tschechien | 3      | 3        | 3   | 0   | 10     | 5      | 21    | 13    | 670         | 644         |
| 2     | Österreich | 2      | 3        | 2   | 1   | 8      | 7      | 19    | 16    | 653         | 604         |
| 3     | Türkei     | 1      | 3        | 1   | 2   | 7      | 8      | 17    | 17    | 627         | 586         |
| 4     | Südafrika  | 0      | 3        | 0   | 3   | 5      | 10     | 12    | 23    | 569         | 685         |

| 11. Mai 2015 | Tschechien | 4 – 1 | Österreich |  |

| Petr Koukal                       | Petr Koukal                       |  | Matthias Almer                     | 21-18 21-17       |
| Zuzana Pavelková                  | Zuzana Pavelková                  |  | Elisabeth Baldauf                  | 18-21 17-21       |
| Jan Fröhlich / Milan Ludík        | Jan Fröhlich / Milan Ludík        |  | Dominik Stipsits / Roman Zirnwald  | 21-19 21-18       |
| Alžběta Bášová / Zuzana Pavelková | Alžběta Bášová / Zuzana Pavelková |  | Janine Lais / Nathalie Ziesig      | 21-19 21-12       |
| Alžběta Bášová / Jakub Bitman     | Alžběta Bášová / Jakub Bitman     |  | Elisabeth Baldauf / Roman Zirnwald | 21-19 15-21 21-19 |

| 11. Mai 2015 | Türkei | 3 – 2 | Südafrika |  |

| Emre Vural / Sinan Zorlu     | Emre Vural / Sinan Zorlu     |  | Andries Malan / Willem Viljoen          | 19-21 15-21       |
| Özge Bayrak / Neslihan Yiğit | Özge Bayrak / Neslihan Yiğit |  | Jennifer Fry / Sandra Le Grange         | 21-9 21-6         |
| Ramazan Öztürk               | Ramazan Öztürk               |  | Jacob Maliekal                          | 15-21 21-18 18-21 |
| Ebru Tunalı                  | Ebru Tunalı                  |  | Elme de Villiers                        | 21-6 21-14        |
| Özge Bayrak / Ramazan Öztürk | Özge Bayrak / Ramazan Öztürk |  | Michelle Butler-Emmett / Willem Viljoen | 21-3 21-16        |

| 12. Mai 2015 | Tschechien | 3 – 2 | Südafrika |  |

| Alžběta Bášová / Jakub Bitman     | Alžběta Bášová / Jakub Bitman     |  | Michelle Butler-Emmett / Willem Viljoen | 21-17 21-19      |
| Jan Fröhlich                      | Jan Fröhlich                      |  | Jacob Maliekal                          | 20-22 13-21      |
| Zuzana Pavelková                  | Zuzana Pavelková                  |  | Elme de Villiers                        | 21-19 21-17      |
| Jakub Bitman / Milan Ludík        | Jakub Bitman / Milan Ludík        |  | Andries Malan / Willem Viljoen          | 16-21 21-8 24-26 |
| Alžběta Bášová / Zuzana Pavelková | Alžběta Bášová / Zuzana Pavelková |  | Jennifer Fry / Sandra Le Grange         | 21-13 21-11      |

| 12. Mai 2015 | Türkei | 2 – 3 | Österreich |  |

| Ramazan Öztürk               | Ramazan Öztürk               |  | David Obernosterer                 | 4-21 18-21        |
| Neslihan Yiğit               | Neslihan Yiğit               |  | Elisabeth Baldauf                  | 21-13 11-21 21-12 |
| Emre Vural / Sinan Zorlu     | Emre Vural / Sinan Zorlu     |  | Matthias Almer / Roman Zirnwald    | 11-21 9-21        |
| Özge Bayrak / Neslihan Yiğit | Özge Bayrak / Neslihan Yiğit |  | Janine Lais / Nathalie Ziesig      | 21-8 21-18        |
| Özge Bayrak / Ramazan Öztürk | Özge Bayrak / Ramazan Öztürk |  | Matthias Almer / Elisabeth Baldauf | 19-21 11-21       |

| 13. Mai 2015 | Tschechien | 3 – 2 | Türkei |  |

| Zuzana Pavelková                  | Zuzana Pavelková                  |  | Neslihan Yiğit               | 14-21 15-21       |
| Milan Ludík                       | Milan Ludík                       |  | Ramazan Öztürk               | 26-24 19-21 21-13 |
| Alžběta Bášová / Zuzana Pavelková | Alžběta Bášová / Zuzana Pavelková |  | Özge Bayrak / Neslihan Yiğit | 8-21 22-24        |
| Jan Fröhlich / Milan Ludík        | Jan Fröhlich / Milan Ludík        |  | Emre Vural / Sinan Zorlu     | 14-21 21-18 21-15 |
| Alžběta Bášová / Jakub Bitman     | Alžběta Bášová / Jakub Bitman     |  | Özge Bayrak / Ramazan Öztürk | 25-23 26-24       |

| 13. Mai 2015 | Südafrika | 1 – 4 | Österreich |  |

| Andries Malan / Willem Viljoen            | Andries Malan / Willem Viljoen            |  | Matthias Almer / David Obernosterer | 17-21 16-21       |
| Elme de Villiers                          | Elme de Villiers                          |  | Elisabeth Baldauf                   | 21-18 12-21 10-21 |
| Jacob Maliekal                            | Jacob Maliekal                            |  | Luka Wraber                         | 22-20 9-21 15-21  |
| Michelle Butler-Emmett / Elme de Villiers | Michelle Butler-Emmett / Elme de Villiers |  | Janine Lais / Nathalie Ziesig       | 19-21 21-5 21-19  |
| Jennifer Fry / Andries Malan              | Jennifer Fry / Andries Malan              |  | Matthias Almer / Elisabeth Baldauf  | 19-21 17-21       |

#### Gruppe 3B
| Stand | Mannschaft | Punkte | gespielt | GEW | VER | Spiele | Spiele | Sätze | Sätze | Spielpunkte | Spielpunkte |
| Stand | Mannschaft | Punkte | gespielt | GEW | VER | GEW    | VER    | GEW   | VER   | GEW         | VER         |
| ----- | ---------- | ------ | -------- | --- | --- | ------ | ------ | ----- | ----- | ----------- | ----------- |
| 1     | Vietnam    | 3      | 3        | 3   | 0   | 12     | 3      | 24    | 9     | 653         | 474         |
| 2     | Australien | 2      | 3        | 2   | 1   | 9      | 6      | 20    | 14    | 601         | 593         |
| 3     | Schweiz    | 1      | 3        | 1   | 2   | 6      | 9      | 15    | 19    | 605         | 611         |
| 4     | Italien    | 0      | 3        | 0   | 3   | 3      | 12     | 7     | 27    | 444         | 625         |

| 11. Mai 2015 | Vietnam | 4 – 1 | Schweiz |  |

| Đào Mạnh Thắng / Lê Hà Anh        | Đào Mạnh Thắng / Lê Hà Anh        |  | Anthony Dumartheray / Oliver Schaller | 21-13 21-15       |
| Vũ Thị Trang                      | Vũ Thị Trang                      |  | Sabrina Jaquet                        | 15-21 12-21       |
| Nguyễn Tiến Minh                  | Nguyễn Tiến Minh                  |  | Christian Kirchmayr                   | 21-9 21-8         |
| Nguyễn Thị Sen / Phạm Như Thảo    | Nguyễn Thị Sen / Phạm Như Thảo    |  | Cendrine Hantz / Sabrina Jaquet       | 18-21 21-15 23-21 |
| Dương Bảo Đức / Thái Thị Hồng Gấm | Dương Bảo Đức / Thái Thị Hồng Gấm |  | Céline Burkart / Oliver Schaller      | 19-21 21-16 21-17 |

| 11. Mai 2015 | Australien | 4 – 1 | Italien |  |

| Leanne Choo / Robin Middleton   | Leanne Choo / Robin Middleton   |  | Giovanni Greco / Karin Maran       | 21-13 21-5        |
| Daniel Guda                     | Daniel Guda                     |  | Rosario Maddaloni                  | 21-17 21-17       |
| Joy Lai                         | Joy Lai                         |  | Jeanine Cicognini                  | 19-21 13-21       |
| Matthew Chau / Sawan Serasinghe | Matthew Chau / Sawan Serasinghe |  | Giovanni Greco / Rosario Maddaloni | 21-19 21-19       |
| Leanne Choo / Gronya Somerville | Leanne Choo / Gronya Somerville |  | Jeanine Cicognini / Karin Maran    | 21-11 13-21 21-15 |

| 13. Mai 2015 | Vietnam | 5 – 0 | Italien |  |

| Phạm Cao Cường                    | Phạm Cao Cường                    |  | Matteo Bellucci                         | 21-14 21-12 |
| Vũ Thị Trang                      | Vũ Thị Trang                      |  | Ramona Gloria Pirvanescu                | 21-5 21-3   |
| Đào Mạnh Thắng / Lê Hà Anh        | Đào Mạnh Thắng / Lê Hà Anh        |  | Matteo Bellucci / Giovanni Greco        | 21-13 21-10 |
| Nguyễn Thị Sen / Phạm Như Thảo    | Nguyễn Thị Sen / Phạm Như Thảo    |  | Lisa Iversen / Ramona Gloria Pirvanescu | 21-8 21-11  |
| Dương Bảo Đức / Thái Thị Hồng Gấm | Dương Bảo Đức / Thái Thị Hồng Gấm |  | Rosario Maddaloni / Karin Maran         | 21-17 21-12 |

| 13. Mai 2015 | Australien | 3 – 2 | Schweiz |  |

| Leanne Choo / Robin Middleton   | Leanne Choo / Robin Middleton   |  | Céline Burkart / Oliver Schaller      | 21-13 21-9        |
| Daniel Guda                     | Daniel Guda                     |  | Christian Kirchmayr                   | 17-21 21-14 11-21 |
| Joy Lai                         | Joy Lai                         |  | Sabrina Jaquet                        | 14-21 16-21       |
| Matthew Chau / Sawan Serasinghe | Matthew Chau / Sawan Serasinghe |  | Anthony Dumartheray / Oliver Schaller | 21-17 21-13       |
| Leanne Choo / Gronya Somerville | Leanne Choo / Gronya Somerville |  | Cendrine Hantz / Sabrina Jaquet       | 12-21 21-16 21-18 |

| 14. Mai 2015 | Vietnam | 3 – 2 | Australien |  |

| Dương Bảo Đức / Thái Thị Hồng Gấm | Dương Bảo Đức / Thái Thị Hồng Gấm |  | Leanne Choo / Robin Middleton   | 14-21 16-21       |
| Nguyễn Tiến Minh                  | Nguyễn Tiến Minh                  |  | Daniel Guda                     | 21-9 21-10        |
| Vũ Thị Trang                      | Vũ Thị Trang                      |  | Joy Lai                         | 21-12 21-7        |
| Đào Mạnh Thắng / Lê Hà Anh        | Đào Mạnh Thắng / Lê Hà Anh        |  | Matthew Chau / Sawan Serasinghe | 21-16 17-21 21-12 |
| Nguyễn Thị Sen / Vũ Thị Trang     | Nguyễn Thị Sen / Vũ Thị Trang     |  | Leanne Choo / Gronya Somerville | 18-21 18-21       |

| 14. Mai 2015 | Italien | 2 – 3 | Schweiz |  |

| Rosario Maddaloni / Karin Maran    | Rosario Maddaloni / Karin Maran    |  | Céline Burkart / Oliver Schaller      | 15-21 13-21 |
| Giovanni Greco                     | Giovanni Greco                     |  | Christian Kirchmayr                   | 21-18 21-17 |
| Jeanine Cicognini                  | Jeanine Cicognini                  |  | Sabrina Jaquet                        | 9-21 4-21   |
| Giovanni Greco / Rosario Maddaloni | Giovanni Greco / Rosario Maddaloni |  | Anthony Dumartheray / Oliver Schaller | 21-16 27-25 |
| Jeanine Cicognini / Karin Maran    | Jeanine Cicognini / Karin Maran    |  | Cendrine Hantz / Sabrina Jaquet       | 14-21 15-21 |

#### Endrunde

##### Spiel um Platz 27
| 15. Mai 2015 | Südafrika | 3 – 1 | Italien |  |

| Jennifer Fry / Andries Malan              | Jennifer Fry / Andries Malan              |  | Matteo Bellucci / Karin Maran      | 21-15 21-12      |
| Jacob Maliekal                            | Jacob Maliekal                            |  | Rosario Maddaloni                  | 14-21 6-21       |
| Elme de Villiers                          | Elme de Villiers                          |  | Lisa Iversen                       | 21-10 21-16      |
| Andries Malan / Willem Viljoen            | Andries Malan / Willem Viljoen            |  | Giovanni Greco / Rosario Maddaloni | 23-21 18-21 21-8 |
| Michelle Butler-Emmett / Elme de Villiers | Michelle Butler-Emmett / Elme de Villiers |  | Jeanine Cicognini / Karin Maran    | nicht gespielt   |

##### Spiel um Platz 25
| 15. Mai 2015 | Türkei | 3 – 1 | Schweiz |  |

| Özge Bayrak                     | Özge Bayrak                     |  | Sabrina Jaquet                        | 15-21 23-25       |
| Ramazan Öztürk                  | Ramazan Öztürk                  |  | Christian Kirchmayr                   | 12-21 21-18 21-17 |
| Özge Bayrak / Neslihan Yiğit    | Özge Bayrak / Neslihan Yiğit    |  | Céline Burkart / Cendrine Hantz       | 21-12 21-12       |
| Emre Vural / Sinan Zorlu        | Emre Vural / Sinan Zorlu        |  | Christian Kirchmayr / Oliver Schaller | 21-16 14-21 21-7  |
| Ramazan Öztürk / Neslihan Yiğit | Ramazan Öztürk / Neslihan Yiğit |  | Anthony Dumartheray / Sabrina Jaquet  | nicht gespielt    |

##### Spiel um Platz 23
| 15. Mai 2015 | Österreich | 2 – 3 | Australien |  |

| Luka Wraber                         | Luka Wraber                         |  | Daniel Guda                     | 21-10 21-15       |
| Elisabeth Baldauf                   | Elisabeth Baldauf                   |  | Joy Lai                         | 21-14 21-19       |
| Matthias Almer / David Obernosterer | Matthias Almer / David Obernosterer |  | Matthew Chau / Sawan Serasinghe | 10-21 17-21       |
| Janine Lais / Nathalie Ziesig       | Janine Lais / Nathalie Ziesig       |  | Leanne Choo / Gronya Somerville | 7-21 retired      |
| Matthias Almer / Elisabeth Baldauf  | Matthias Almer / Elisabeth Baldauf  |  | Leanne Choo / Robin Middleton   | 12-21 21-15 18-21 |

##### Spiel um Platz 21
| 15. Mai 2015 | Tschechien | 0 – 3 | Vietnam |  |

| Alžběta Bášová / Jakub Bitman     | Alžběta Bášová / Jakub Bitman     |  | Dương Bảo Đức / Thái Thị Hồng Gấm | 21-16 19-21 15-21 |
| Petr Koukal                       | Petr Koukal                       |  | Nguyễn Tiến Minh                  | 6-21 12-21        |
| Zuzana Pavelková                  | Zuzana Pavelková                  |  | Vũ Thị Trang                      | 12-21 12-21       |
| Jakub Bitman / Milan Ludík        | Jakub Bitman / Milan Ludík        |  | Đào Mạnh Thắng / Lê Hà Anh        | nicht gespielt    |
| Alžběta Bášová / Zuzana Pavelková | Alžběta Bášová / Zuzana Pavelková |  | Phạm Như Thảo / Vũ Thị Trang      | nicht gespielt    |

### Gruppe 4

#### Gruppe 4A
| Stand | Mannschaft  | Punkte | gespielt | GEW | VER | Spiele | Spiele | Sätze | Sätze | Spielpunkte | Spielpunkte |
| Stand | Mannschaft  | Punkte | gespielt | GEW | VER | GEW    | VER    | GEW   | VER   | GEW         | VER         |
| ----- | ----------- | ------ | -------- | --- | --- | ------ | ------ | ----- | ----- | ----------- | ----------- |
| 1     | Philippinen | 2      | 2        | 2   | 0   | 9      | 1      | 18    | 4     | 445         | 315         |
| 2     | Island      | 1      | 2        | 1   | 1   | 4      | 6      | 9     | 12    | 363         | 383         |
| 3     | Nigeria     | 0      | 2        | 0   | 2   | 2      | 8      | 6     | 17    | 351         | 461         |

| 11. Mai 2015 | Nigeria | 2 – 3 | Island |  |

| Dorcas Ajoke Adesokan / Victor Makanju | Dorcas Ajoke Adesokan / Victor Makanju |  | Rakel Jóhannesdóttir / Daniel Thomsen        | 11-21 20-22       |
| Joseph Abah Eneojo                     | Joseph Abah Eneojo                     |  | Kári Gunnarsson                              | 21-16 10-21 21-15 |
| Grace Gabriel                          | Grace Gabriel                          |  | Margrét Jóhannsdóttir                        | 21-19 21-17       |
| Joseph Abah Eneojo / Victor Makanju    | Joseph Abah Eneojo / Victor Makanju    |  | Kári Gunnarsson / Atli Jóhannesson           | 21-23 7-21        |
| Dorcas Ajoke Adesokan / Grace Gabriel  | Dorcas Ajoke Adesokan / Grace Gabriel  |  | Rakel Jóhannesdóttir / Margrét Jóhannsdóttir | 13-21 16-21       |

| 12. Mai 2015 | Philippinen | 4 – 1 | Island |  |

| Ronel Estanislao / Thea Marie Pomar          | Ronel Estanislao / Thea Marie Pomar          |  | Rakel Jóhannesdóttir / Daniel Thomsen        | 21-14 21-11 |
| Ros Leonard Pedrosa                          | Ros Leonard Pedrosa                          |  | Kári Gunnarsson                              | 15-21 18-21 |
| Airah Mae Nicole Albo                        | Airah Mae Nicole Albo                        |  | Margrét Jóhannsdóttir                        | 21-13 21-11 |
| Peter Gabriel Magnaye / Paul Jefferson Vivas | Peter Gabriel Magnaye / Paul Jefferson Vivas |  | Kári Gunnarsson / Atli Jóhannesson           | 21-16 21-18 |
| Eleanor Christine Inlayo / Alyssa Leonardo   | Eleanor Christine Inlayo / Alyssa Leonardo   |  | Rakel Jóhannesdóttir / Margrét Jóhannsdóttir | 21-10 21-11 |

| 14. Mai 2015 | Nigeria | 0 – 5 | Philippinen |  |

| Dorcas Ajoke Adesokan / Victor Makanju | Dorcas Ajoke Adesokan / Victor Makanju |  | Eleanor Christine Inlayo / Paul Jefferson Vivas | 5-21 13-21        |
| Joseph Abah Eneojo                     | Joseph Abah Eneojo                     |  | Frell Keeyann Gabuelo                           | 21-16 15-21 18-21 |
| Grace Gabriel                          | Grace Gabriel                          |  | Sarah Joy Barredo                               | 21-18 12-21 14-21 |
| Joseph Abah Eneojo / Victor Makanju    | Joseph Abah Eneojo / Victor Makanju    |  | Philip Joper Escueta / Ronel Estanislao         | 9-21 13-21        |
| Dorcas Ajoke Adesokan / Grace Gabriel  | Dorcas Ajoke Adesokan / Grace Gabriel  |  | Barredo Anna Patricia / Thea Marie Pomar        | 14-21 14-21       |

#### Gruppe 4B
| Stand | Mannschaft | Punkte | gespielt | GEW | VER | Spiele | Spiele | Sätze | Sätze | Spielpunkte | Spielpunkte |
| Stand | Mannschaft | Punkte | gespielt | GEW | VER | GEW    | VER    | GEW   | VER   | GEW         | VER         |
| ----- | ---------- | ------ | -------- | --- | --- | ------ | ------ | ----- | ----- | ----------- | ----------- |
| 1     | Sri Lanka  | 3      | 3        | 3   | 0   | 10     | 5      | 22    | 12    | 640         | 572         |
| 2     | Israel     | 2      | 3        | 2   | 1   | 9      | 6      | 18    | 12    | 547         | 482         |
| 3     | Kasachstan | 1      | 3        | 1   | 2   | 8      | 7      | 17    | 17    | 638         | 620         |
| 4     | Seychellen | 0      | 3        | 0   | 3   | 3      | 12     | 9     | 25    | 519         | 670         |

| 10. Mai 2015 | Israel | 3 – 2 | Kasachstan |  |

| Alina Pugach / Ariel Shainski    | Alina Pugach / Ariel Shainski    |  | Ilyana Filipchuk / Arman Murzabekov  | 21-19 21-19 |
| Misha Zilberman                  | Misha Zilberman                  |  | Artur Niyazov                        | 21-11 21-12 |
| Dana Kugel                       | Dana Kugel                       |  | Veronika Sorokina                    | 25-27 10-21 |
| Ariel Shainski / Misha Zilberman | Ariel Shainski / Misha Zilberman |  | Khaitmurat Kulmatov / Artur Niyazov  | 21-18 21-18 |
| Alina Pugach / Dana Kugel        | Alina Pugach / Dana Kugel        |  | Ilyana Filipchuk / Veronika Sorokina | 15-21 15-21 |

| 10. Mai 2015 | Sri Lanka | 4 – 1 | Seychellen |  |

| Achini Nimeshika Ratnasiri / Nimmika Thisara    | Achini Nimeshika Ratnasiri / Nimmika Thisara    |  | Alisen Camille / Georgie Cupidon   | 21-16 24-22       |
| Dakshika Gunatilleke                            | Dakshika Gunatilleke                            |  | Kervin Ghislain                    | 17-21 21-15 21-16 |
| Lekha Shehani                                   | Lekha Shehani                                   |  | Danielle Jupiter                   | 21-8 21-2         |
| Dakshika Gunatilleke / Nimmika Thisara          | Dakshika Gunatilleke / Nimmika Thisara          |  | Georgie Cupidon / Steve Malcouzane | 21-18 16-21 14-21 |
| Thilini Jayasinghe / Achini Nimeshika Ratnasiri | Thilini Jayasinghe / Achini Nimeshika Ratnasiri |  | Juliette Ah-Wan / Alisen Camille   | 21-18 21-18       |

| 12. Mai 2015 | Israel | 4 – 1 | Seychellen |  |

| Alina Pugach / Ariel Shainski    | Alina Pugach / Ariel Shainski    |  | Juliette Ah-Wan / Steve Malcouzane | 21-14 21-12 |
| Misha Zilberman                  | Misha Zilberman                  |  | Kervin Ghislain                    | 21-4 21-4   |
| Dana Kugel                       | Dana Kugel                       |  | Alisen Camille                     | 21-12 21-13 |
| Ariel Shainski / Misha Zilberman | Ariel Shainski / Misha Zilberman |  | Georgie Cupidon / Steve Malcouzane | 21-11 21-10 |
| Alina Pugach / Dana Kugel        | Alina Pugach / Dana Kugel        |  | Juliette Ah-Wan / Alisen Camille   | 10-21 18-21 |

| 12. Mai 2015 | Sri Lanka | 3 – 2 | Kasachstan |  |

| Achini Nimeshika Ratnasiri / Nimmika Thisara | Achini Nimeshika Ratnasiri / Nimmika Thisara |  | Ilyana Filipchuk / Arman Murzabekov  | 21-12 21-14       |
| Dakshika Gunatilleke                         | Dakshika Gunatilleke                         |  | Artur Niyazov                        | 17-21 19-21       |
| Lekha Shehani                                | Lekha Shehani                                |  | Veronika Sorokina                    | 26-24 12-21 15-21 |
| Dakshika Gunatilleke / Nimmika Thisara       | Dakshika Gunatilleke / Nimmika Thisara       |  | Khaitmurat Kulmatov / Artur Niyazov  | 13-21 21-18 21-13 |
| Lekha Shehani / Achini Nimeshika Ratnasiri   | Lekha Shehani / Achini Nimeshika Ratnasiri   |  | Ilyana Filipchuk / Veronika Sorokina | 21-14 21-16       |

| 14. Mai 2015 | Seychellen | 1 – 4 | Kasachstan |  |

| Alisen Camille / Georgie Cupidon   | Alisen Camille / Georgie Cupidon   |  | Artur Niyazov / Veronika Sorokina    | 15-21 11-21       |
| Steve Malcouzane                   | Steve Malcouzane                   |  | Arman Murzabekov                     | 21-12 13-21 12-21 |
| Juliette Ah-Wan                    | Juliette Ah-Wan                    |  | Ilyana Filipchuk                     | 13-21 22-24       |
| Georgie Cupidon / Steve Malcouzane | Georgie Cupidon / Steve Malcouzane |  | Khaitmurat Kulmatov / Artur Niyazov  | 16-21 21-18 12-21 |
| Juliette Ah-Wan / Alisen Camille   | Juliette Ah-Wan / Alisen Camille   |  | Ilyana Filipchuk / Veronika Sorokina | 24-22 21-12       |

| 14. Mai 2015 | Israel | 2 – 3 | Sri Lanka |  |

| Alina Pugach / Ariel Shainski    | Alina Pugach / Ariel Shainski    |  | Achini Nimeshika Ratnasiri / Nimmika Thisara | 15-21 13-21 |
| Misha Zilberman                  | Misha Zilberman                  |  | Roshan Kumara                                | 21-9 21-15  |
| Dana Kugel                       | Dana Kugel                       |  | Lekha Shehani                                | 18-21 16-21 |
| Ariel Shainski / Misha Zilberman | Ariel Shainski / Misha Zilberman |  | Dakshika Gunatilleke / Nimmika Thisara       | 21-8 21-15  |
| Alina Pugach / Dana Kugel        | Alina Pugach / Dana Kugel        |  | Lekha Shehani / Achini Nimeshika Ratnasiri   | 9-21 5-21   |

## Endstand
| Platz | Land                |
| ----- | ------------------- |
| 1     | Volksrepublik China |
| 2     | Japan               |
| 3     | Südkorea            |
| 3     | Indonesien          |
| 5     | Deutschland         |
| 5     | Chinesisch Taipeh   |
| 5     | Malaysia            |
| 5     | Dänemark            |
| 9     | Thailand            |
| 9     | Russland            |
| 9     | England             |
| 9     | Indien              |

| Platz | Land               |
| ----- | ------------------ |
| 13    | Hongkong           |
| 14    | Niederlande        |
| 15    | Frankreich         |
| 16    | Singapur           |
| 17    | Spanien            |
| 18    | Vereinigte Staaten |
| 19    | Kanada             |
| 20    | Brasilien          |

| Platz | Land       |
| ----- | ---------- |
| 21    | Vietnam    |
| 22    | Tschechien |
| 23    | Australien |
| 24    | Österreich |
| 25    | Türkei     |
| 26    | Schweiz    |
| 27    | Südafrika  |
| 28    | Italien    |

| Platz | Land        |
| ----- | ----------- |
| 29    | Philippinen |
| 30    | Sri Lanka   |
| 31    | Island      |
| 32    | Israel      |
| 33    | Nigeria     |
| 34    | Kasachstan  |
| 35    | Seychellen  |